# 1. deild 1981 (Fær Øer)
L'edizione 1981 della 1. deild vide la vittoria finale dell'HB Tórshavn.

## Classifica finale
|   | Classifica      | G  | V  | N | P  | GF | GS | Dif | Pt |
| - | --------------- | -- | -- | - | -- | -- | -- | --- | -- |
| 1 | HB Tórshavn     | 14 | 10 | 1 | 3  | 39 | 12 | 27  | 21 |
| 2 | TB Tvøroyri     | 14 | 9  | 3 | 2  | 26 | 14 | 12  | 21 |
| 3 | GÍ Gøta         | 14 | 8  | 4 | 2  | 25 | 11 | 14  | 20 |
| 4 | B68 Toftir      | 14 | 4  | 7 | 3  | 19 | 16 | 3   | 15 |
| 5 | ÍF Fuglafjørður | 14 | 3  | 5 | 6  | 11 | 20 | -9  | 11 |
| 6 | B36 Tórshavn    | 14 | 4  | 1 | 9  | 16 | 27 | -11 | 9  |
| 7 | KÍ Klaksvík     | 14 | 1  | 6 | 7  | 11 | 28 | -17 | 8  |
| 8 | VB Vágur        | 14 | 3  | 1 | 10 | 12 | 31 | -19 | 7  |

G = Partite giocate; V = Vittorie; N = Nulle/Pareggi; P = Perse; GF = Goal fatti; GS = Goal subiti; DIF = Differenza reti, PT = Punti

### Verdetti
- HB Tórshavn campione delle Isole Fær Øer 1981
- VB Vágur retrocesso in 2. deild